# Donne nelle guerre del Medioevo

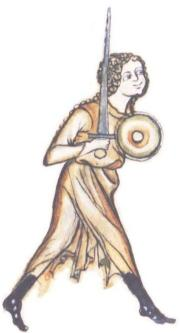
Una donna in armi, tratta da un manoscritto medioevale del XIV secolo.

Le donne nelle guerre del Medioevo hanno svolto e interpretato una gran varietà di ruoli.

## Cronologia

### V secolo
- 451: Santa Genoveffa di Parigi è accreditata per avere scongiurato il pericolo rappresentato dall'invasione degli Unni di Attila; da Parigi chiamò a raccolta la gente in preghiera e li indusse a resistere all'assalto dei barbari[1].

### VI secolo
- È stata rinvenuta la tomba di una donna anglosassone sepolta armata con un coltello e uno scudo a Lincolnshire, in Inghilterra[2].
- 589[3]: l'ex principessa reale Basina, figlia di Chilperico I, divenuta suora assieme alla cugina Clotilda, si ribellò contro la badessa del proprio monastero (accusata di eccessivo rigore) e prese il potere nella città di Poitiers dopo avere armato ed essersi messa a capo di un esercito di banditi e suore rinnegate[4].

### VII secolo
- Vita di Mo Chua, fondatrice del monastero di Balla in Irlanda. Nel racconto della sua esistenza viene descritta anche la conversione, per merito suo, di due pericolose e violente "amazzoni" (donne guerriere) di nome Bee e Lithben[5].
- Khawla bint al-Azwar - donna di primo piano durante la vita del profeta islamico Maometto - partecipò attivamente in combattimento durante la battaglia di Adnajin travestita da maschio assieme a parecchie altre donne; prese il comando dell'esercito dei Rashidun per condurlo alla battaglia dello Yarmuk contro l'impero bizantino. Nel corso della lotta venne quasi sopraffatta da un soldato avversario quando una delle sue compagne, di nome Wafayra, gli portò aiuto decapitando il nemico greco-bizantino con un solo colpo. Questo atto intrepido rafforzò gli animi degli arabi i quali riuscirono così a vincere[6].
- La principessa cinese Pingyang, figlia del fondatore della dinastia Tang, aiutò in armi il padre a rovesciare la precedente dinastia Sui organizzando un esercito tutto al femminile[7].

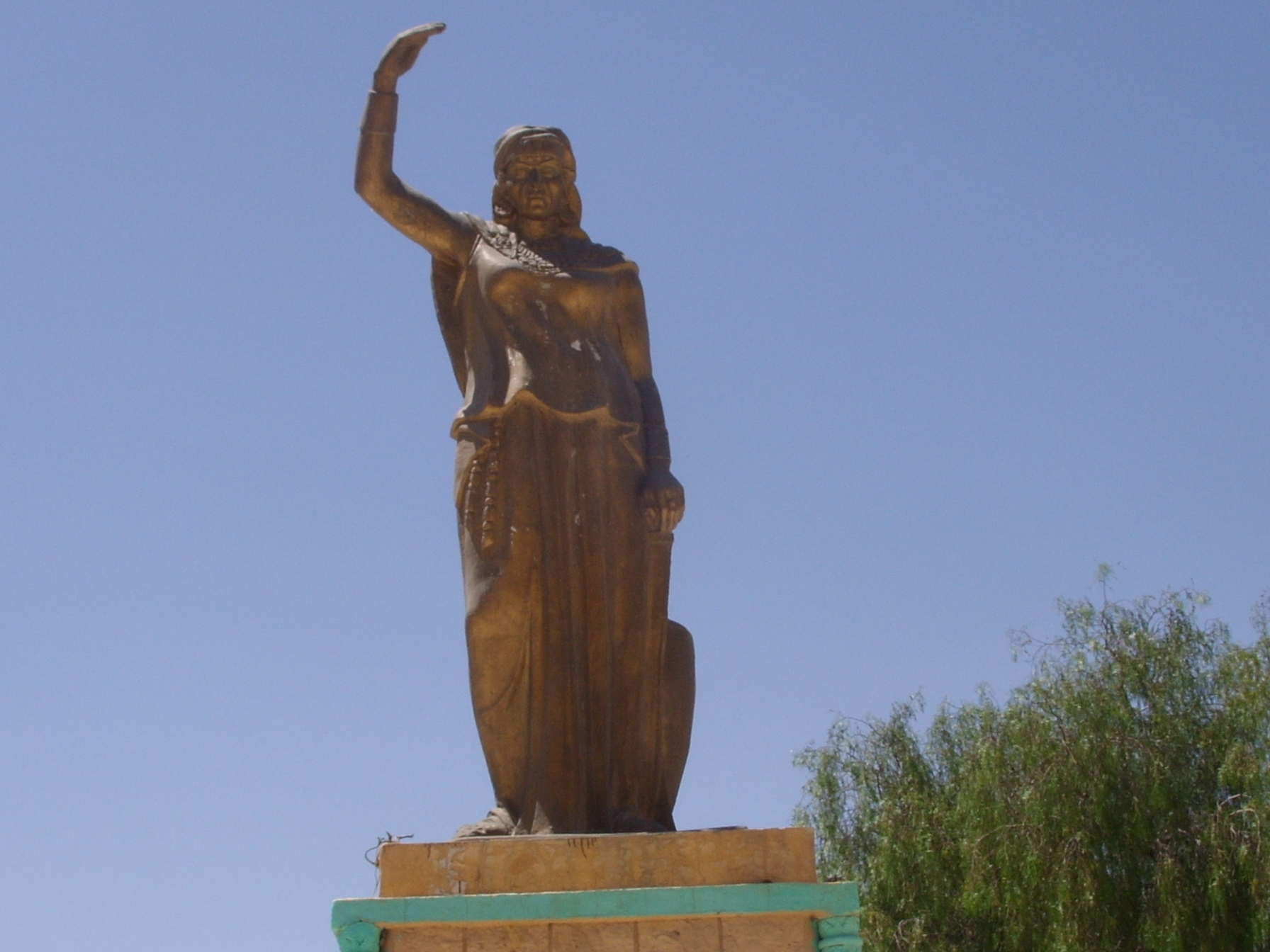
Statua eretta in onore della regina berbera Kahina a Khenchela in Algeria.

- La regina Kahina, capo religioso e militare dei berberi, guidò la resistenza indigena contro l'espansione arabo-islamica in Numidia e la Conquista omayyade del Nord Africa[8].
- Ghazāla al-Harūriyya[9], moglie del fondatore di una setta del kharigismo musulmano, condusse le truppe in battaglia[10].
- 624: Hind bint 'Utba, donna araba appartenente alla tribù dei Quraysh, condusse il suo popolo contro gli uomini di Maometto nella battaglia di Badr ove il padre. lo zio e il fratello rimasero uccisi sul campo[11].
- 625: Hind bint 'Utba è tra le quindici donne che accompagnano le truppe in una battaglia nei pressi di Medina, cantando canzoni ispirate a gesta guerriere. Esulterà sopra il corpo esanime dell'uomo che gli aveva ucciso il padre, strappandogli il fegato, la pelle e le unghie[12].
- 625: Umm 'Umara Nusayba combatte nella battaglia di Uhud in nome del Profeta dopo la sua conversione all'Islam[13]. Anche Hamna bint Jahsh partecipò alla stessa battaglia in veste di aiutante, fornendo acqua ai bisognosi e soccorrendo i feriti[14]. Rumaysa bint Milhan entrò in battaglia portando un pugnale nascosto tra le pieghe del vestito e aiutando i feriti; tentò anche di difendere lo stesso Maometto quando la maggior parte dell'esercito nemico si era rivolto contro di lui[15].
- 627: Rufaida Al-Aslamia, prima vera e propria infermiera musulmana, salva i feriti più gravi durante la battaglia del Fossato. Anche Rumaysa bint Milhan partecipò ai combattimenti; quando il Profeta gli chiese che cosa stesse facendo con il pugnale che aveva in mano, rispose che aveva intenzione di usarlo per combattere i disertori[15].
- 632: La profetessa Sajah, contemporanea di Maometto, guidò un esercito composto da 4.000 uomini contro la città di Medina dopo la morte del Profeta, ma fermò l'attacco dopo avere saputo della sconfitta di Tulayha[16].
- 634: Umm Hakim riuscì da sola a sconfiggere sette soldati bizantini, armata solo di un grosso e lungo bastone, durante la battaglia di Marj al-Saffar[17].
- 656: Aisha, vedova di Maometto, guida le truppe nella battaglia del Cammello, ove verrà sconfitta[18].

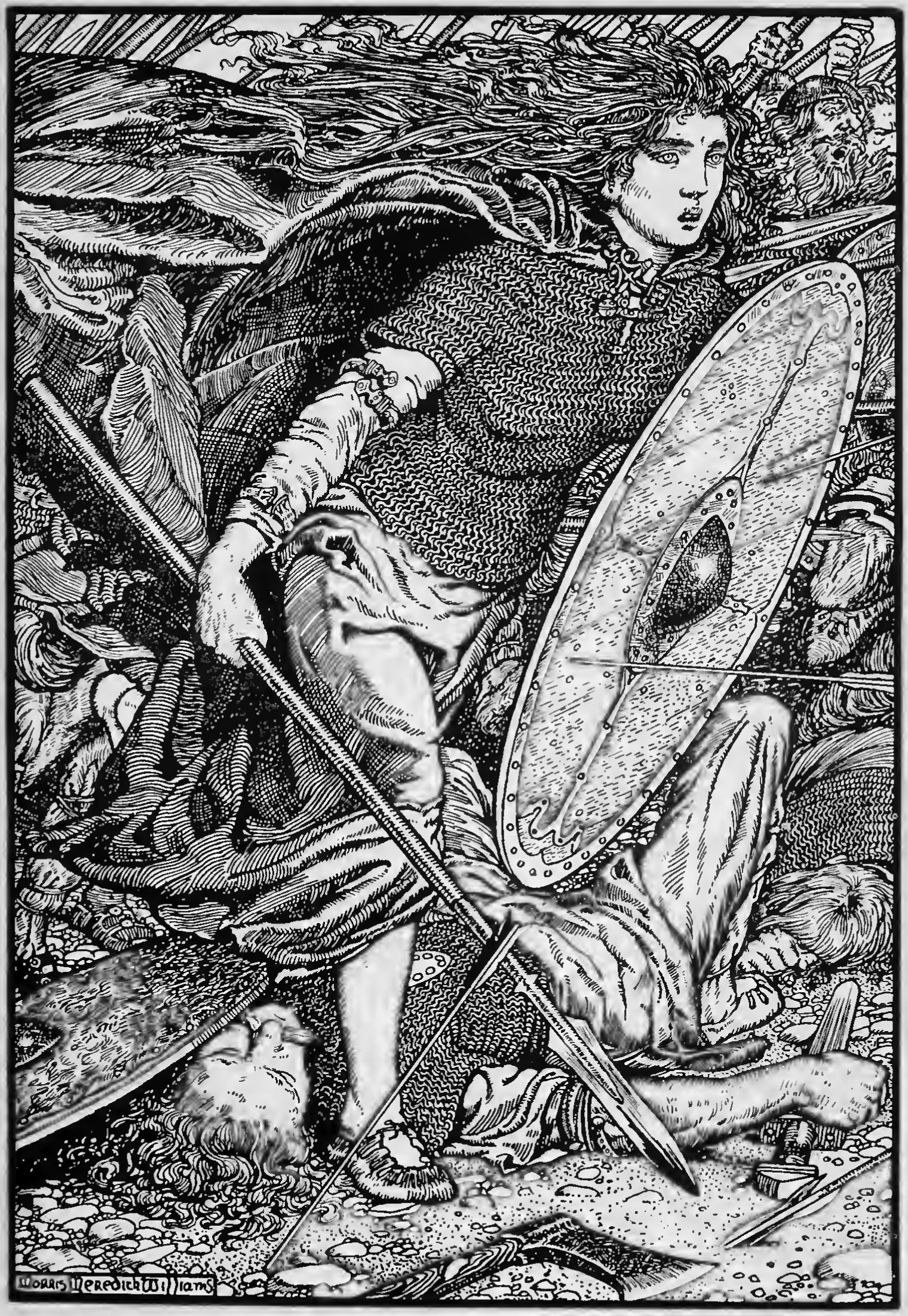
La donna guerriera vichinga Lagertha.

### VIII secolo
- Epoca vichinga (fino al XIII secolo): saghe e documenti storici riguardanti i vichinghi raccontano di Skjaldmær, la donna che scelse di combattere come guerriero in aiuto al suo popolo; di Lagertha a cui piaceva partecipare a battaglie e incursioni[19] e di Veborg che partecipò alla battaglia del Brávellir[20][21].
- 722: la regina Æthelburg, moglie del sovrano Ine del Wessex, fa distruggere la città di Taunton[22].
- 733: Una nobildonna del popolo dei Cazari di nome Parsbit - chiamata anche la "madre del khaghan", ossia reggente - comanda e guida un esercito contro la terra d'Armenia[23].

### IX secolo
- 811: dopo avere subito gravi perdite il Khan bulgaro Krum mobilita le donne che poi prenderanno parte alla battaglia di Pliska[24].

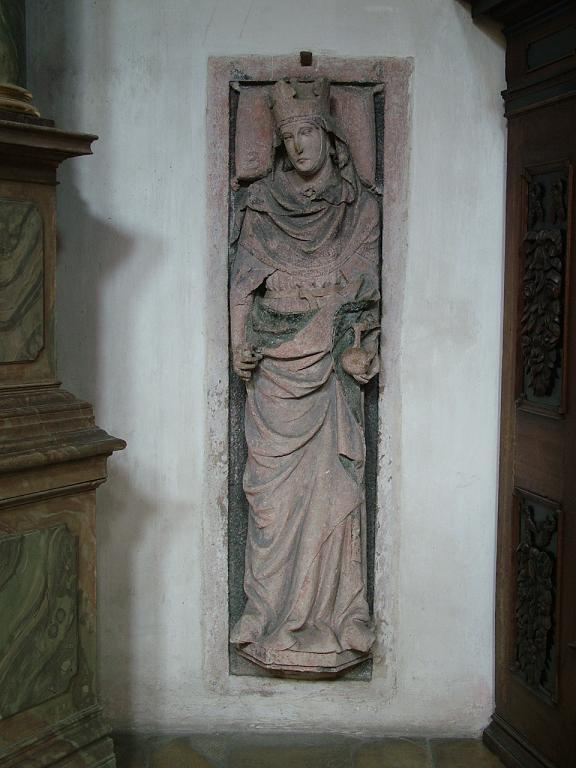
La regina Emma di Baviera.

- 870: la regina Emma di Baviera guidò un esercito incontro ad Adelchi di Benevento, durante la sua rivolta contro lo sposo Ludovico II il Germanico.
- 880: Ermengarda (figlia di Luigi il Giovane) partecipò e condusse alla difesa de La Vienne, fino a quando non venne costretta ad arrendersi due anni dopo[25].

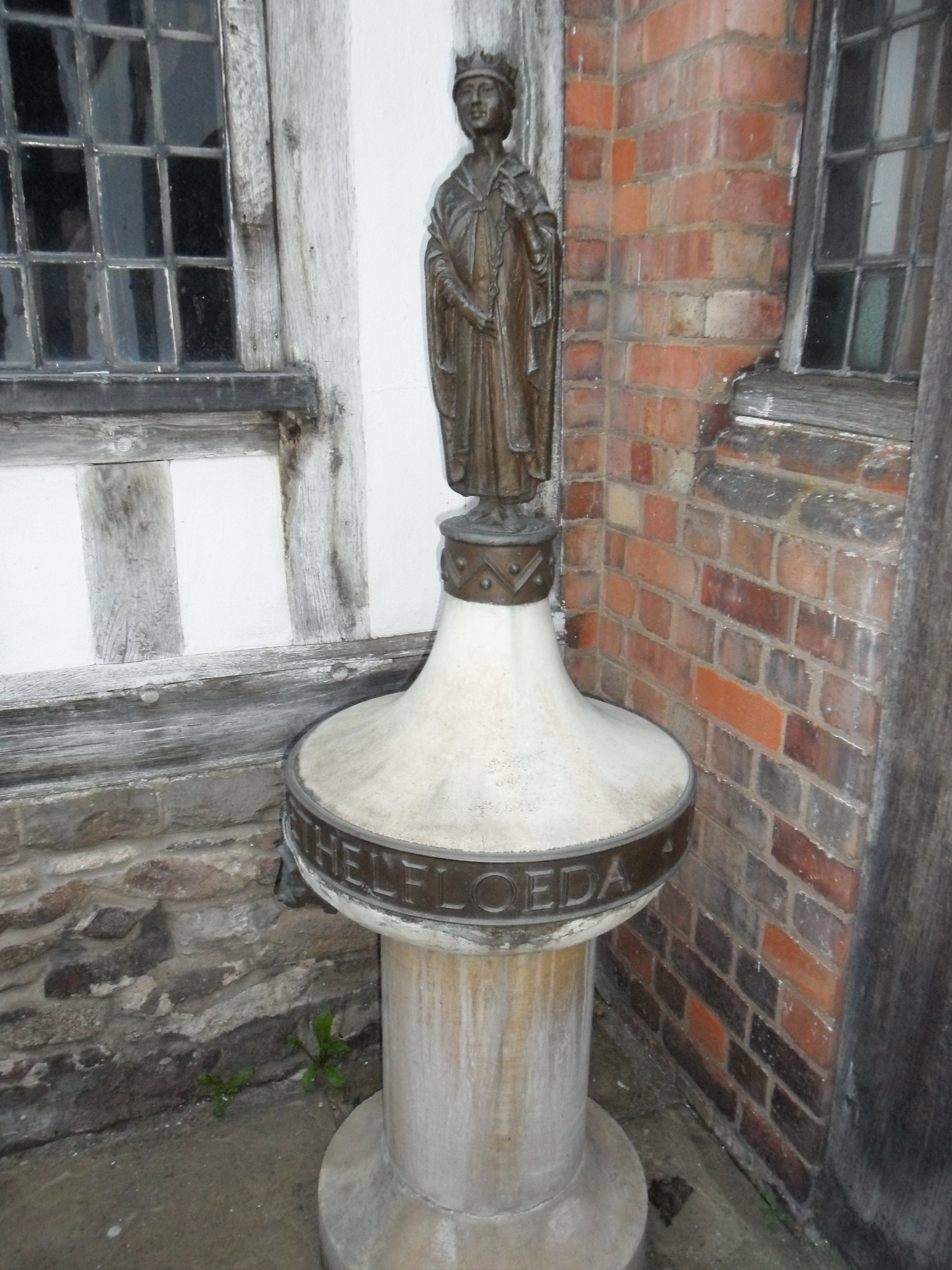
Statua dedicata alla sovrana Ethelfleda.

### X secolo
- 912–22: Ethelfleda è sovrana del regno di Mercia; comandò eserciti, fece innalzare città fortificate e sconfisse i danesi in battaglia. Riuscì anche a sconfiggere i gallesi costringendoli a renderle omaggio e a pagarle un tributo[26].
- 934: la regina Emma di Francia fu un attivo capo militare; morirà durante una campagna militare in cui aiutava il proprio sposo contro un gruppo di vassalli ribelli.
- 968: Olga di Kiev difese attivamente e con determinazione la propria città durante l'assedio di Kiev da parte dei Peceneghi.
- 971: Svjatoslav I di Kiev attacca l'impero bizantino nei suoi territori bulgari. Quando i Variaghi furono sconfitti nell'assedio di Dorostolon, i vincitori rimasero assai colpiti nello scoprire molte Skjaldmær tra i guerrieri caduti[27].
- 975: Adelaide d'Angiò, agendo per i suoi figli Guy e Bertrand, portò rinforzi guidando un esercito con l'intento di ristabilire la pace a Le Puy-en-Velay, per favorire una Tregua di Dio[28].
- 975: Elvira Ramírez assieme al nipote guida l'esercito leonese nell'assedio della moresca Gormaz.
- 986: la vedova reggente Kitai, l'imperatrice Xiao Yanyan della dinastia Liao, assunse il potere trentenne nel 982. Quattro anni dopo condusse personalmente il proprio esercito contro la dinastia Song e li sconfisse in battaglia, costringendo l'esercito avversario a una precipitosa ritirata[29][30][31][32][33]. Ordinò poi la castrazione di un centinaio di ragazzi di etnia cinese Han che erano stati catturati, integrando in tal modo la fornitura di eunuchi atti a servire alla sua corte, tra i quali vi era Wang Ji'en (futuro generale militare). I ragazzi erano tutti sotto i dieci anni e vennero selezionati per il loro bell'aspetto[34][35][36][37]. La "Storia di Liao" descrive e loda a tal proposito la cattura e la castrazione di massa dei ragazzi cinesi all'interno della biografia dedicata a Wang Ji'en[38][39][40][41][42][43][44][45][46][47][48].
- Fine X secolo: ribellione della regina falascia Gudit contro il regno di Axum in Etiopia[49].

### XI secolo
- Inizio XI secolo: la donna vichinga Freydís Eiríksdóttir - figlia di Erik il Rosso - fece vela verso Vinland assieme all'esploratore islandese Þorfinnr Karlsefni. Dovendo affrontare gli indigeni ostili durante la gravidanza espose i suoi seni e si batté il petto con una spada, fatto questo che causò la fuga dei nativi[50].
- Akkadevi, una principessa indiana Chalukya, guidò l'assedio del forte di Gokage[51].
- 1058–86: Sichelgaita di Salerno, seconda moglie di Roberto il Guiscardo (duca di Puglia), accompagnò il marito durante le campagne militari e regolarmente si presentava indossando un'armatura completa e cavalcando in battaglia al suo fianco[52].
- 1071: Richilde di Hainaut venne catturata combattendo nella battaglia di Cassel (1071)[53].
- 1072: Urraca di Zamora, infanta del regno di Castiglia, difese la città di Zamora contro suo fratello Sancho II di Castiglia[54].
- 1075: Emma de Guader, contessa di Norfolk, difese il castello di Norwich mentre questo si trovava sotto assedio.
- 1087: Matilde di Canossa condusse personalmente una spedizione militare a Roma nel tentativo di installare sul soglio pontificio Vittore III, ma la forza sovrastante del contrattacco imperiale convinse presto il papa a ritirarsi dalla città[55].
- 1090: la nobildonna normanna Isabella di Conches cavalcò armata come un cavaliere[56].

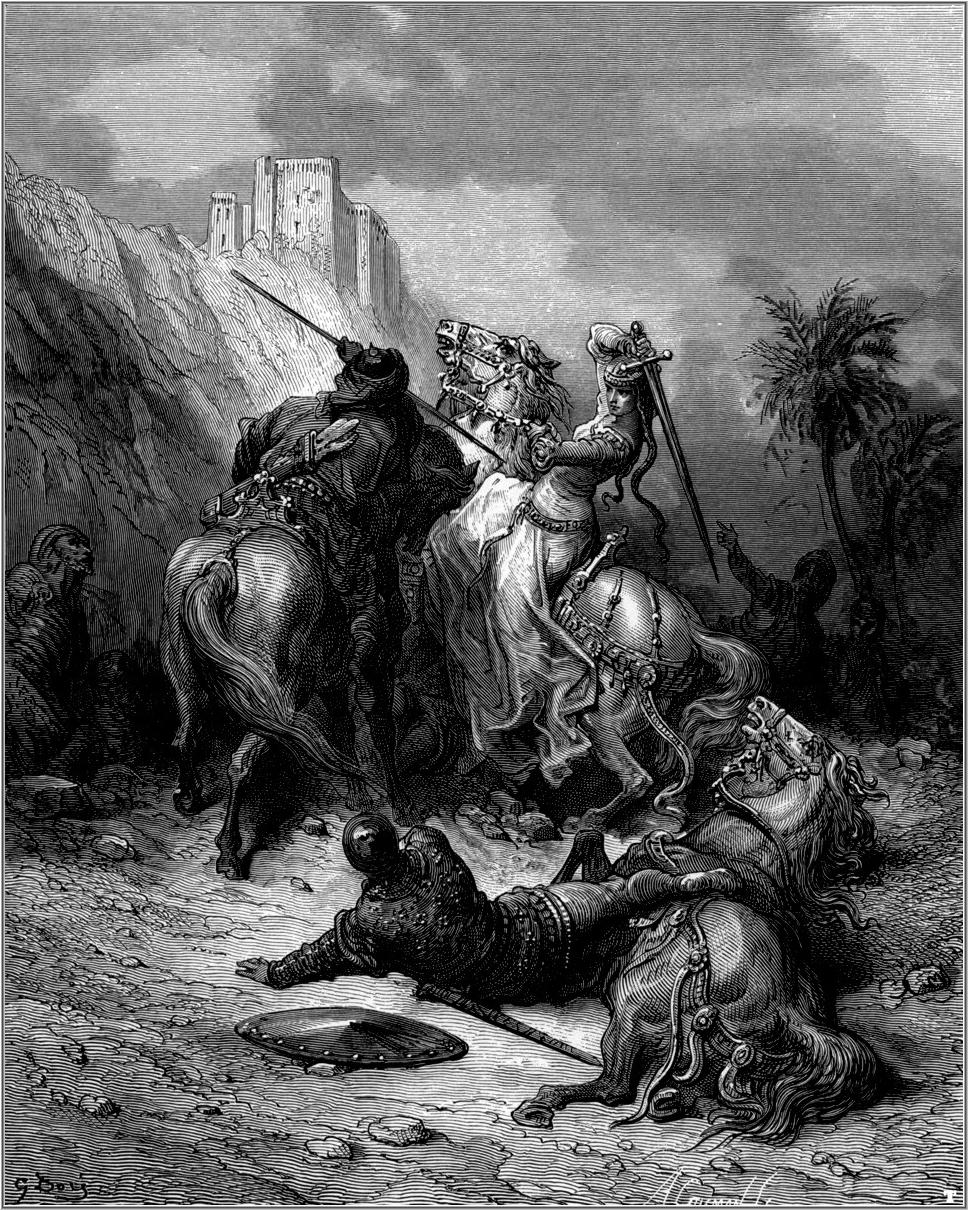
Florine di Borgogna in un'incisione di Gustave Doré.

- 1097: Florine di Borgogna partecipò alla prima crociata con il coniuge, cadendo in combattimento al suo fianco, mentre il suo esercito fu attaccato e distrutto in Anatolia[57].

### XII secolo
- 1101: Ida di Cham "Formbach-Ratelnberg", detta Ida d'Austria e moglie di Leopoldo II di Babenberg, condusse il proprio esercito nella crociata del 1101.
- 1116: Teresa di León, contessa del Portogallo, difese con successo Coimbra dai Mori; come atto di riconoscimento da parte del papa gli fu concesso il titolo di "regina".
- 1121: Urraca di Castiglia combatté la sua sorellastra Teresa del Portogallo quando questa si rifiutò di consegnare la città di Tui (Spagna)[58].
- 1130: Liang Hongyu, donna cinese generale nonché moglie di Han Shizhong, capostipite della dinastia Song, bloccò l'avanzata dell'esercito della dinastia Jīn assieme al marito. Le sue canzoni tambureggianti rinvigorirono la truppa che si era ivi radunata per sconfiggere i Jin[59].
- 1136: la principessa Gwenllian del Galles condusse un esercito contro i Normanni; ne venne sconfitta e uccisa[60].
- 1141: Matilde di Boulogne sollevò un intero esercito con l'intento di continuare la lotta per la corona d'Inghilterra, dopo che il marito Stefano d'Inghilterra venne fatto catturare dalla cugina Matilde d'Inghilterra (1102-1167)[61].
- 1145: Eleonora d'Aquitania accompagnò il marito Luigi VII di Francia durante la seconda crociata[62].
- 1148: Melisenda di Gerusalemme partecipò attivamente alla pianificazione della strategia militare in qualità di comandante delle proprie truppe, al concilio di Acri durante la seconda crociata.
- 1150: il nobile di origini svedesi Jon Jarl venne assassinato dai pirati russi infestanti il mar Baltico che attaccarono la sua tenuta dopo il ritorno di questi dalla prima crociata svedese. A seguito di ciò la vedova (il cui nome non venne conservato) riuscì a sfuggire all'agguato e a raccogliere un esercito per ritornare e vendicare il suo sposo uccidendone gli assassini.
- 1170–76: Eva MacMurrough condusse più di una battaglia in Irlanda a nome del suo consorte Riccardo di Clare, II conte di Pembroke e venne a volte conosciuta come "Eva Rossa".
- 1172–1218: Umadevi - consorte del re Veera Ballala II - comandò gli eserciti di Mysore contro i rivali Chalukya in almeno due occasioni[63] (il che consentì a Bellala di concentrarsi sulle questioni amministrative), pertanto di contribuire significativamente all'espansione dell'impero Hoysala[64] e alla conquista della città di Basavakalyan.
- 1173: la nobildonna italiana Aldruda Frangipane, portò a termine l'assedio di Ancona (in parte grazie al contributo di un'altra donna, Stamira) per poi guidare un esercito in battaglia che frantumò le truppe imperiali di Federico Barbarossa.
- 1179–1184: la duchessa Elisabetta di Boemia e d'Ungheria difese con successo Praga contro il cognato Sobeslao II in qualità di reggente durante l'assenza del suo sposo; apparve sul campo di battaglia imbracciando lo stendardo della propria casata.
- 1180–1185: la donna guerriera giapponese Tomoe Gozen, l'unica onna-bugeisha descritta nella letteratura epica della tradizione dei samurai, combatte nella Guerra Genpei accanto agli uomini[65].
- 1182–1199: Hōjō Masako cavalcò con il suo sposo Minamoto no Yoritomo (fondatore e primo shōgun dello shogunato Kamakura) nelle sue terre; ella non fu mai sconfitta in battaglia[66].
- 1187: Sibilla di Gerusalemme condusse personalmente la difesa della città di Gerusalemme durante l'assedio da parte del Saladino.
- 1189: Elisabetta di Boemia difende Praga contro Corrado II di Boemia, ma fu costretta ad arrendersi e a consegnare la città.
- 1191–1217: Nicholaa de la Haye, castellana di Lincoln (Regno Unito), difese gli interessi lealisti contro i baroni ribelli[67].
- 1198: Matilde de Braose difese le proprie terre e interessi contro l'attacco dei gallesi.

### XIII secolo
- 1201: la donna giapponese Hangaku Gozen difese un forte come arciere fino a quando non fu ella stessa uccisa da una freccia[68].
- 1221: una delle figlie di Gengis Khan, khagan dell'impero mongolo, fece massacrare gli abitanti di Nishapur per vendicare la morte del marito rimasto ucciso in battaglia.
- 1230: la reggente di Francia Bianca di Castiglia organizzò e guidò personalmente l'esercito francese per sottomettere la ribelle Bretagna.
- 1236–1239: regno di Raziya al-Din, detta "la Sultana"[69]; condusse regolarmente le proprie truppe in battaglia[70].
- 1236–1294: guerrieri femminili parteciparono regolarmente alle campagne dei mongoli.
- 1258: Doquz Khatun, principessa turca dei kereiti sposata con il sovrano mongolo Hulagu Khan, accompagnò il marito nelle sue campagne militari di conquista. Durante il sacco di Baghdad nel 1258 i mongoli massacrarono decine di migliaia di abitanti ma, per ordine esplicito di Doquz, i cristiani vennero risparmiati[71].

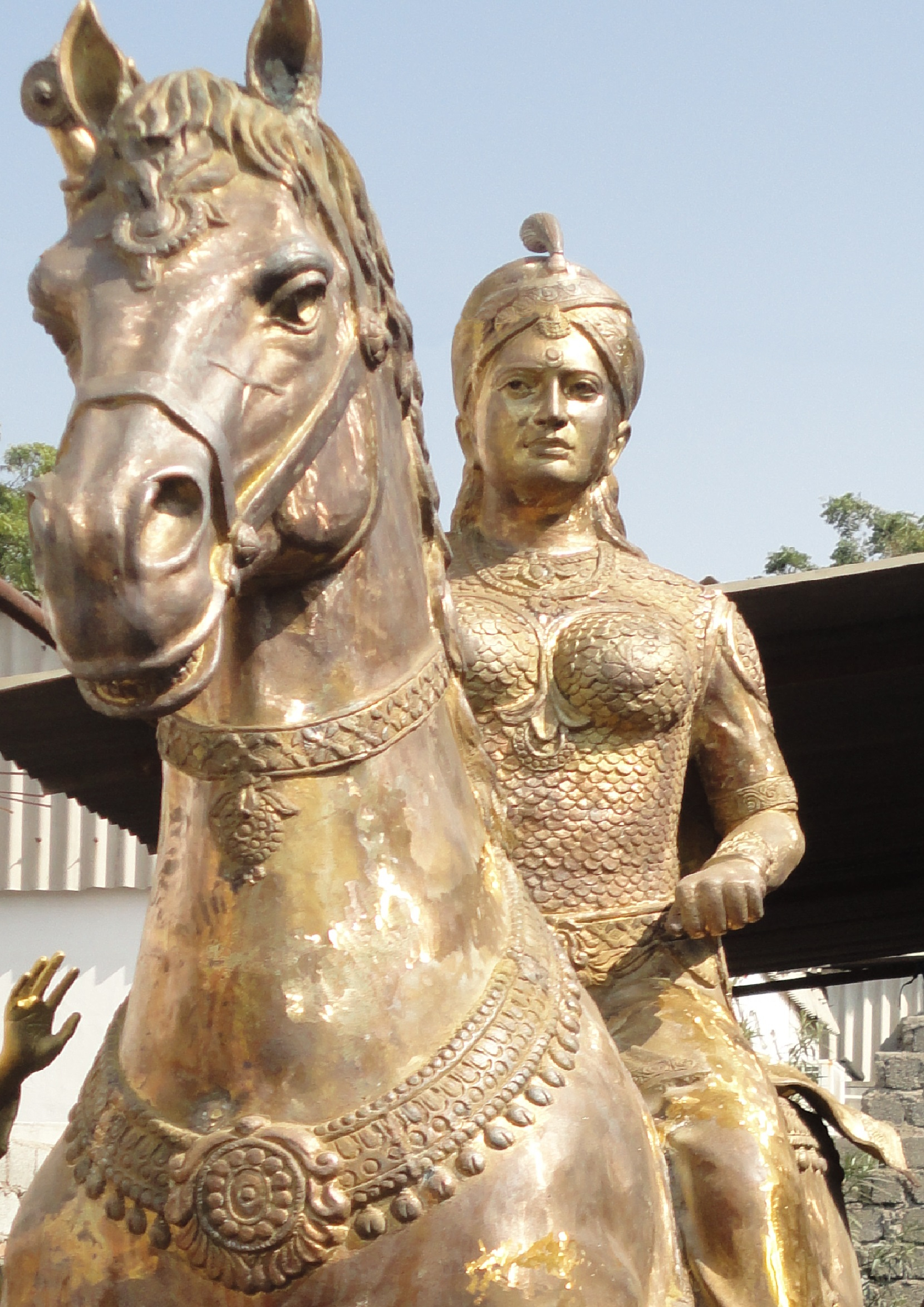
La regina indiana Rudrama Dēvi.

- 1261–1289 circa: regno della sovrana indiana Rani Rudrama Dēvi; condusse sempre le proprie truppe in battaglia e potrebbe essere stata uccisa durante uno scontro nel 1289[72].
- 1264: Eleonora di Provenza riuscì a sollevare le truppe francesi a favore del marito durante la seconda guerra dei Baroni[73].
- 1270: Eleonora di Castiglia (1241-1290) accompagnò il marito nella sua crociata; secondo la leggenda, gli salvò la vita succhiando il veleno dalla ferita dopo essere stato colpito da una freccia[74].
- 1271: Isabella d'Aragona (1247-1271), regina di Francia, muore a Cosenza sulla via del ritorno dalle crociate[75].
- 1290: nel London Tower Fechtbuch (Manoscritto I-33) vengono raffigurate scene di combattimenti; tra gli altri, l'esempio di una donna di nome Walpurgis che si allena nell'arte della guerra, in specifico nelle tecniche della spada e dello scudo[76].
- 1291: la nobile olandese Bertha van Heukelom difese il castello di IJsselstein contro le mire di Hubrecht van Vianen di Culemborg[77].
- 1297: Giovanna I di Navarra, contessa di Champagne (regione), condusse un esercito contro il conte di Bar quando questi invase i suoi territori[78].
- Fine del XIII secolo: Khutulun, parente di Kubilai Khan, è descritta come un'eccellente guerriera che accompagna il padre Kaidu durante le sue campagne militari[79].

### XIV secolo
- Urduja, principessa filippina, prese parte a diverse battaglie; molti storici però ritengono invece trattarsi di un personaggio mitico[80].
- Giovanna di Fiandra condusse le proprie truppe in battaglia; tra i suoi antagonisti maggiori vi fu Giovanna di Penthièvre, la duchessa di Bretagna.
- 1326: Isabella di Francia invase l'Inghilterra assieme a Ruggero Mortimer, I conte di March e rovesciò il legittimo sovrano Edoardo II d'Inghilterra, sostituendolo con il figlio Edoardo III d'Inghilterra, mentre lei e de Mortimer si assunsero il ruolo di reggenti[81].
- 1331: la monarca giavanese dell'impero Majapahit, Tribhuwana Wijayatunggadewi, condusse il proprio esercito in armi per schiacciare una ribellione scoppiata nelle zone di Sadeng e Keta.
- 1334: Agnes Randolph difese con successo il suo castello contro un assedio da parte del conte di Salisbury d'Inghilterra.
- 1335: durante la seconda guerra d'indipendenza scozzese Christina Bruce si pose al comando del presidio al castello di Kildrummy e volse con successo contro le forze guidate da David III Strathbogie favorevoli alla casa di Balliol.
- 1335: Gli scozzesi sconfiggono una forza militare guidata dal conte di Namur. Tra le vittime del conte vi era anche un lanciere femminile che aveva ucciso il suo avversario, Richard Shaw, nello stesso momento in cui lui l'aveva uccisa. Il suo genere è stata scoperto solo quando i corpi venivano spogliati delle armature alla fine della battaglia. "Il cronista Bower sembra essere stato almeno altrettanto impressionato dalla rarità di due soldati a cavallo che si trafissero contemporaneamente l'un l'altro con le loro lance come per il fatto che uno di loro era una donna"[82].
- 1338: Agnes Randolph, contessa di Dunbar e March, difese la fortezza di Dunbar in Scozia contro l'assedio inglese durato ben cinque mesi.
- 1341: Anna di Trebisonda marcia alla testa di un esercito per assumere il trono di Trebisonda.
- 1342 : Giovanna di Fiandra conquista la città di Redon e difende Hennebont durante la guerra di successione bretone.
- 1347: Filippa di Hainaut convince il marito di non colpire i borghesi di Calais che aveva appena sconfitto[83].
- 1351–63: Han E serve come soldato dell'esercito cinese nei panni di un uomo con il nome di Han Guanbao, ed è promossa a tenente[84].
- 1351–1357: Cia Ordelaffi, nata Marzia degli Ubaldini aiutò Lodovico Ordelaffi durante la battaglia di Dovadola nel conflitto tra Guelfi e Ghibellini. Nel 1357 prese parte alla difesa di Cesena durante la crociata contro i Forlivesi indotta da papa Innocenzo VI.[85]
- 1354: Ibn Battuta riferisce di avere veduto donne guerriere nel sudest asiatico[86].
- 1358: Richardis, duchessa di Schleswig, difese il castello di Sønderborg contro Valdemaro IV di Danimarca[87].
- 1364–1405: Tamerlano utilizzò arcieri femminili per difendere i bagagli delle carovane[86].
- 1387: la regina Edvige di Polonia condusse due campagne militare.
- 1389: la reggente di stirpe frisone Foelke Kampana condusse gli eserciti ad assistere il coniuge Ocko Kenisna tom Brok - padrone di una vasta area intorno alla città di Aurich -; dopo avere trovato il territorio conquistato dal nemico durante la sua assenza, se lo riprende con la forza militare[88].
- 1392: Maria di Sicilia conquistò l'isola sconfiggendo i baroni ribelli in qualità di capo di un esercito a fianco del consorte.
- 1398: Ram Pyari Gurjar fu un comandante di sesso femminile che ebbe a combattere contro Tamerlano, quando questi invase le regioni della pianura indo-gangetica da Haridwar all'antica Delhi.

### XV secolo
- 1409: Orietta Doria (da non confondere con l'omonima capostipite di questa grande famiglia) difese contro i turchi comandati da Amurat l'isola di Matelino (Lesbo), feudo del marito; quest'ultimo venne da lei stessa ucciso in duello per gelosia.[89]
- L'irlandese Máire Ó Ciaragain condusse i propri clan alla rivolta.
- Isabella di Lorena condusse un esercito per salvare il marito dal duca di Borgogna.
- Mandukhai Khatun prese nelle sue mani la guida dell'esercito mongolo e sconfisse gli oirati[90].
- Jeanne des Armoises - conosciuta come Claude - fece il soldato in terra italiana[91].
- Prima metà del XV secolo: Sharifa Fatima fu capo dello zaydismo in terra yemenita e conquistò la città di Sana'a.
- 1419: Margherita di Baviera
- 1420: Giovanna di Valois (1391-1433)
- 1428: Cecília Rozgonyi
- 1428: Filippa di Lancaster (1394-1430)
- 1429: Giovanna d'Arco
- 1483 e 1499: Caterina Sforza tenne sotto occupazione per dodici giorni Castel Sant'Angelo. Soccombette dopo un'eroica resistenza alle truppe di Cesare Borgia.
- 1495: Beatrice d'Este supervisionò e animò le truppe a muovere contro il duca d'Orléans in luogo del marito, riuscendo così a evitare la conquista francese del ducato di Milano.[92]